# Rakek
Rakek este o localitate din comuna Cerknica, Slovenia, cu o populație de 1.958 de locuitori.